# Porto Pisano

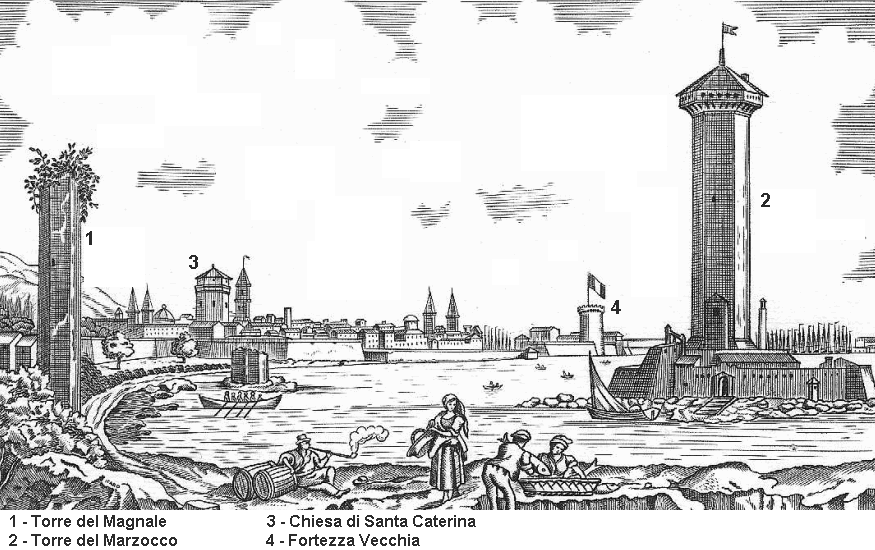
Area d'accesso a Porto Pisano, ormai interrato, presso Livorno

Porto Pisano costituiva uno degli antichi sistemi portuali a servizio della città di Pisa.
Era situato sostanzialmente in quella che è l'attuale periferia nord dell'attuale città di Livorno (non distante dall'odierna Fortezza Vecchia).

## Storia

### Dall'epoca romana al XII secolo
Già molto attivo in età romana e ricordato come importante porto commerciale e militare dell'Etruria settentrionale, sembra si trattasse in quei secoli, più che di un vero porto, di un vasto golfo (Sinus Pisanus), oggi completamente interrato a causa dei sedimenti trasportati nei secoli dall'Arno e dai vari torrenti che vi sfociavano (Tora, Ugione, Cigna, Riseccoli).
Si suppone che, partendo approssimativamente dalla Versilia, il Sinus Pisanus si inoltrasse nell'interno verso Pisa (Porto alle Conche) e, costeggiando la via Aemilia Scauri (attuale SS. 206), lambisse l'odierna località di Vicarello (il Faldo), seguendo la linea costiera delle colline del Suese e della "Gronda dei Lupi", ricongiungendosi alla linea costiera attuale in prossimità delle scogliere dell'attuale Terrazza Mascagni a Livorno. Alcuni autori sostenevano che questa ampia insenatura marina altro non fosse che la vasta foce dell'Arno e del Serchio che a quel tempo defluivano insieme nel mare, unendosi appena a valle di Pisa con un'imponente piena di acque che, secondo Strabone, non permetteva di vedere le rive opposte. Tale posizione potrebbe essere avvalorata dalle rilevazioni geologiche del basso Valdarno, ove è stato accertato che già durante la glaciazione Würm II (circa 70.000 anni fa) il Serchio entrava nell'Arno all'altezza di Vicopisano, creando così un'ampia fiumana con una vasta foce da Migliarino a Livorno.
Il Sinus Pisanus è ricordato nelle Historiae di Publio Cornelio Tacito (Historiae, III, 42, 2) sugli avvenimenti bellici del 69 d.C. tra l'imperatore Vitellio e Vespasiano.
Probabilmente in questo periodo il tratto di costa interessato era organizzato in più approdi. Alcuni storici avrebbero individuato infatti almeno tre strutture portuali tra il II secolo a.C. ed il II secolo d.C.: si parla infatti del "Porto delle conche" probabilmente situato nell'area della tenuta di San Rossore a nord di Pisa del quale, eccetto alcuni reperti scoperti nel XVI secolo, non rimarrebbe nulla, di un approdo poi conosciuto come quello di San Piero a Grado, ricordato da Strabone e in uso almeno fino al I secolo d.C.; era posto molto più vicino a Pisa e probabilmente con caratteri di scalo fluviale, verosimilmente situato su un braccio dell'Arno o addirittura sulla sua foce principale prima che fosse deviata nel XIII secolo col taglio dell'ansa de la Vettola e nel 1606 dal taglio Ferdinando. Secondo una leggenda pare che lo stesso san Pietro, giunto per la prima volta sulla penisola italica, a causa di una tempesta, attraccasse la sua nave in uno degli scali di questo porto, nel luogo dove ora sorge la Basilica di San Piero a Grado, nell'omonima località ad ovest di Pisa (dove il termine latino "Gradus" starebbe ad indicare una riva o più propriamente uno scalo).
Infine si parla di un Portus Pisanus, incentrato in età imperiale presso il centro di Triturrita e citato anche da fonti successive.
L'area a sud di Pisa era cosparsa di centri abitati sin dal III-II secolo a.C. ed oltre. Sulla costa lungo la Via Aurelia si ricordano quelli nelle attuali località di Tombolo, Santo Stefano ai Lupi, Triturrita, più a sud quelli di Antignano, Calafuria, Quercianella, Castiglioncello, Caletta (Piscinae) e Vada (approdo portuale di Volterra). Più nell'interno oltre la vicina Salviano, sorgevano lungo la Via Emilia i centri di "ad Herculem" (probabilmente presso Collesalvetti, Turrita (attuale Torretta) presso il bivio per Luciana, al Crocino, Colognole, "ad Fines" presso il guado sulla Fine, e Rosignano. L'area portuale fino al III secolo d. C. era compresa nel Municipium poi Colonia di Pisa che andava da Pietrasanta alla foce della Fine.
Dalle fonti tardo antiche si evince che all'epoca tardo classica il Sinus era una grande insenatura compresa tra l'attuale Fortezza Vecchia di Livorno e il Calambrone.
Si comincia a citare così come Portus Pisanus, alludendo quindi ad una porzione di mare più circoscritta e chiusa, nella geografia di Claudio Tolomeo del II secolo.
Il Portus Pisanus era probabilmente solo la più importante delle strutture portuali della vasta area che forse aveva raggiunto i caratteri di una laguna.
Tuttavia, non vi sono certezze circa la posizione di Triturrita o Turrita, secondo altre fonti, centro indicato come "villa" nel seno del porto; Giovanni Targioni-Tozzetti ha supposto che potesse coincidere con l'area di Santo Stefano ai Lupi (attuale via Provinciale Pisana a Livorno).

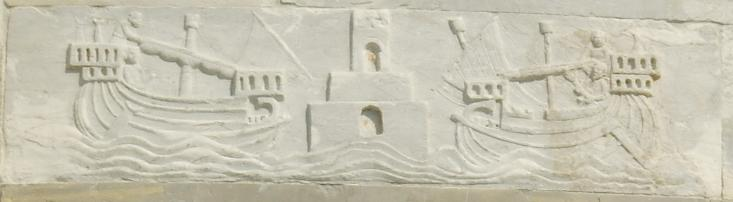
Bassorilievo del Porto Pisano posto sulla Torre pendente di Pisa

Il Portus Pisanus con ogni probabilità è stato anche base della flotta romana in azione nel Mar Ligure; verosimilmente, il bacino portuale fu teatro dello sbarco di quattro legioni con venticinquemila uomini che, al comando del console Cn. Baebius, furono condotte nella guerra contro i Liguri Apuani della Versilia e Garfagnana, e che, sconfitti, furono deportati in massa nel Sannio (attuale Abruzzo) e la zona ripopolata da alcune comunità sannitiche.
Quando le orde longobarde di re Alboino nel 568 varcarono le Alpi e in pochi anni dilagarono nella Tuscia, divenuta poi la sesta provincia d'Italia, il Porto Pisano, sebbene in rovina, divenne subito un centro importante, essendo il primo sbocco sul mare del nuovo regno barbarico.
La conquista della zona fu rapida, non trovando alcuna resistenza della popolazione decimata e sopraffatta da carestie, dalle guerre (la lunga ed estenuante guerra gotica aveva rese disabitate vaste zone dell'Italia), dalle pestilenze e difesa da una piccola guarnigione bizantina che si ritirò nelle isole antistanti.
Tuttavia, Pisa e il suo porto con i villaggi circonvicini, proprio per la necessità di conservare un buon porto sul Tirreno, godettero presto, da parte dei nuovi conquistatori, di privilegi e benefici, divenendo il porto naturale del ducato di Tuscia.
Non essendo esperti di arte marinara, come tutti i popoli barbari precedenti, i Longobardi necessitavano della collaborazione della popolazione del porto e dei villaggi che parteciparono necessariamente alle attività dell'emporio marittimo.
Tale benevolenza e collaborazione permise a Pisa ed al suo piano del porto di usufruire di un periodo di pace, potendo provvedere così al perfezionamento delle sue difese portuali, al restauro dei moli ed a riorganizzare la devastata rete stradale circostante. In particolare si risarcirono i ponti che attraversavano i numerosi torrenti e rii della zona.
Qui si verificarono anche alcuni episodi di rilievo della storia longobarda come lo sbarco delle reliquie di Santa Giulia che, richieste dal re Desiderio e da sua moglie Ansa, sbarcate dalla Corsica (663), furono portate nel monastero di Brescia, o la fuga verso Costantinopoli dell'ultimo sovrano Adelchi, di fronte all'avanzata dei Franchi (774). Il porto infatti fu il primo porto del regno barbaro, godendo di privilegi e benefici reali. Vi venne applicato un particolare regime giuridico detto  "Guariganga" (dal termine longobardo "Waregang" che indica i marinai o equipaggio) per gli immobili ed i terreni donati dal re a privati che così godevano di uno speciale regime fiscale, testimoniando la particolare attenzione che la corte longobarda prestava al porto ed al suo territorio circostante. Con l'editto di Rotari venne concesso ai suoi abitanti l'uso della legge romana.
Con l'occupazione franca, i duchi longobardi furono sostituiti da conti franchi ed il porto fu anche testimone dell'arrivo dell'imponente delegazione di ambasciatori inviati dal Califfo di Baghdad, Harun ar Rashid, per salutare il nuovo imperatore della cristianità Carlo Magno. Per l'occasione, ricorda il cronista del tempo Aimoino di Fleury, furono donati al sovrano franco un elefante, una scimmia, un orologio ad acqua che suonava, le chiavi del Santo Sepolcro, ricchi broccati, sete ed altri tessuti di valore.
Nel Medioevo divenne il maggior porto della Repubblica marinara di Pisa, dove attraccavano e partivano navi che instauravano commerci con tutto il mar Mediterraneo, oltre che fungere da rifugio alla potente flotta da guerra pisana.
La cura che la Repubblica marinara dedicava al suo porto è anche documentata da importanti opere pubbliche al servizio delle attività portuali. Tutta la zona circostante assunse importanza militare ed economica (si ricordi tra tutte l'attività remunerativa della caccia alle lontre nel vicino stagno).
Con l'intensificarsi degli assalti genovesi al porto per ostacolare l'egemonia pisana nel Mediterraneo occidentale, dal 1156 venne avviata una sua fase di fortificazione, cominciata con la costruzione di una prima torre detta "Frasca" o "Fraschetta" e proseguita l'anno successivo, nel 1157, con l'erezione di altre due torri nel Portus Magnalis, come si chiamava la parte meridionale del Porto Pisano.
Infatti, il console di Pisa Cocco Griffi fece fortificare Pisa ed il porto con alcune torri per difenderne il suo ingresso. La possente Torre Magnale e la Torre Formice più a sud, furono erette tra il 1157 ed il 1163 alle due estremità dell'allora ingresso al porto che da aprile ad ottobre, durante la guerra di corsa veniva chiuso da una grossa catena; nello stesso periodo fu costruita anche un'altra torre imponente ad uso di faro sulle secche della Meloria.
Nel 1162 sulle banchine del porto venne aperto un vasto alloggio per gli equipaggi che vi sbarcavano, detto "Domus Magna", complesso fortificato e difeso da un fossato, mentre nelle vicinanze, nel 1174, fu costruito il "Fondacum Magnum", vasto magazzino fortificato e difeso da una torre. L'ingresso portuale venne chiuso per maggiore sicurezza con una grossa catena di ferro tesa tra le due torri, vennero inoltre scavati alcuni nuovi canali nel tentativo di irreggimentare e deviare i corsi d'acqua che gettandosi nel golfo ne favorivano l'insabbiamento: il canale della Vettola per deviare il ramo meridionale dell'Arno (1162), la "Fossa Antiqua o Catafratta" che deviava le acque torbide dei torrenti Ugione, Cigna, Riseccoli e Mulinaccio verso l'attuale San Jacopo in Acquaviva.
Frattanto, in prossimità della costa, nel 1163 furono aperte la pieve di San Niccolò di Porto Pisano, centro di culto delle locali popolazioni e dei marinai e quelle di Santa Maria e di Santa Giulia di Livorno (riunite nell'unica pieve superstite di Santa Maria nel 1293), documentanto l'aumento demografico nel distretto.
In questo periodo tutta la zona limitrofa era infatti fittamente popolata e prospera, grazie ai floridi commerci che Pisa faceva attraverso il suo emporio marittimo.
La zona circostante il porto era amministrativamente suddivisa nelle capitanie del Porto Pisano e di Livorno; il porto era governato da un "Fundacarius" con carica annuale, un Operaio (responsabile dei lavori portuali), un Offiziale che doveva difendere con le guardie la zona dai banditi.

### Dal XIII secolo al tramonto della Repubblica pisana

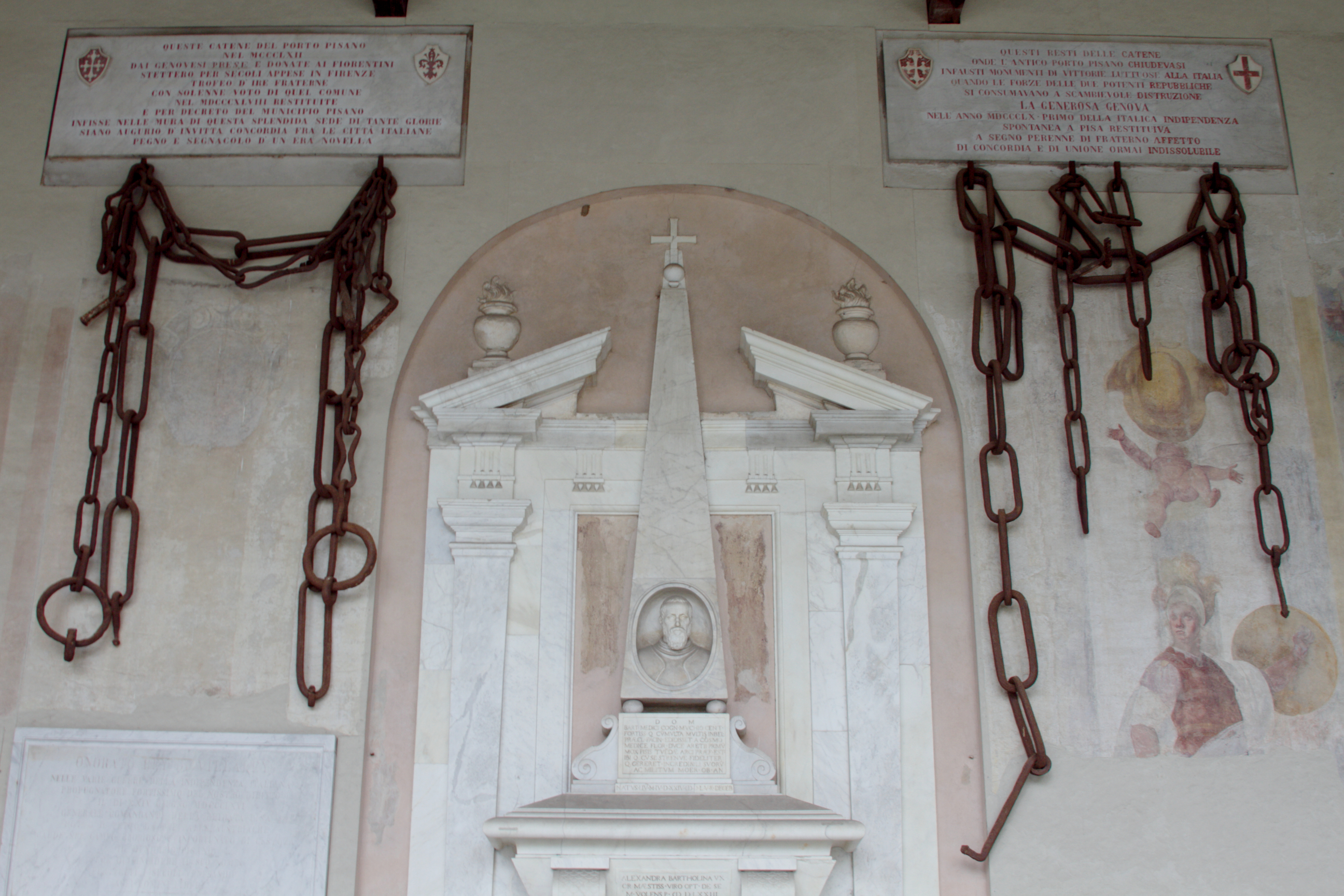
Catene di Porto Pisano, conservate presso il Camposanto Monumentale di Pisa

Intorno al 1280 venne aperto il grande acquedotto detto di Santo Stefano, le cui vestigia sopravvissero fino alla metà dell'Ottocento e difeso verso il mare dalla Torretta.
A seguito delle dure condizioni di pace imposte dopo la battaglia della Meloria del 1285, non rispettate dai Pisani, i Genovesi nel 1290 attaccarono il Porto Pisano distruggendolo, abbattendo le quattro torri esistenti e facendo affondare una nave colma di materiale da costruzione con l'intenzione di interrare l'ingresso del porto stesso. In più con lo stratagemma ideato, secondo la tradizione, dal fabbro Carlo Noceti di scaldare le due grandi catene che univano le torri del porto e ne chiudevano gli ingressi, riuscirono a spezzarle ed a portarle a Genova in segno di vittoria e scherno, dove, ridotte in vari pezzi, vennero appese in molte chiese e facciate di edifici della città. I vari frammenti delle catene furono restituiti solo dopo l'Unità d'Italia, in segno di riappacificazione dopo secoli, e da allora custoditi presso il Camposanto monumentale di Pisa.
Riporta il Vivoli nelle note dei suoi "Annali di Livorno" (Epoca II) l'elenco dei vari anelli che componevano la catena ancora in mostra al suo tempo sugli edifici di Genova: 
- chiesa di S. Maria delle Vigne sopra Porta Maggiore 5 anelli,
- chiesa di S. Salvatore di Sarzano 2 anelli,
- nella chiesa di S. Maria Maddalena dietro il coro 3 anelli,
- sulla porta della chiesa di S. Andrea 9 anelli,
- chiesa di S. Ambrogio dei Gesuiti 3 anelli,
- chiesa di S. Donato 4 anelli,
- chiesa di S. Giovanni nel borgo di Prè 3 anelli,
- chiesa di S.Torpede 3 anelli,
- chiesa di S. Maria di Castello 4 anelli,
- a Porta di Vacca 8 anelli,
- sul portone del palazzo di S. Giorgio 13 anelli,
- su un muro in piazza di Ponticello 4 anelli,
- sotto un bassorilievo di detta piazza 2 anelli,
- chiesa di S. Martino 6 anelli,
- chiesa di S. Martino in Val Polcevera 2 anelli,
- chiesa di S.Croce a Moneglia (Ge) (l'unico pezzo di catena mai restituito a Pisa e tuttora esposto sulla facciata della chiesa) 1 anello.

I Pisani, popolo fiero ed orgoglioso, ricostruirono il Porto Pisano risarcendo le vecchie ed elevando tre  nuove torri e un faro, denominato poi "il Fanale". La ricostruzione della quarta torre detta Formice, o "della Formica", ben riassume il sistema portuale pisano: si trattava di una torre posta in un luogo strategico del porto, dove il Comandante del Porto era tenuto a mantenere intorno dei pali per far attraccare le navi; detto sistema fu realizzato con l'apposizione di dodici colonne in pietra per gli ormeggi (inter palos in dictu porto ormeggiate). Infatti le galere non viaggiavano mai sole, ma in carovana: ma quand'esse arrivavano nel porto, non c'era posto per tutte ed alcune attraccavano in questo punto della rada.

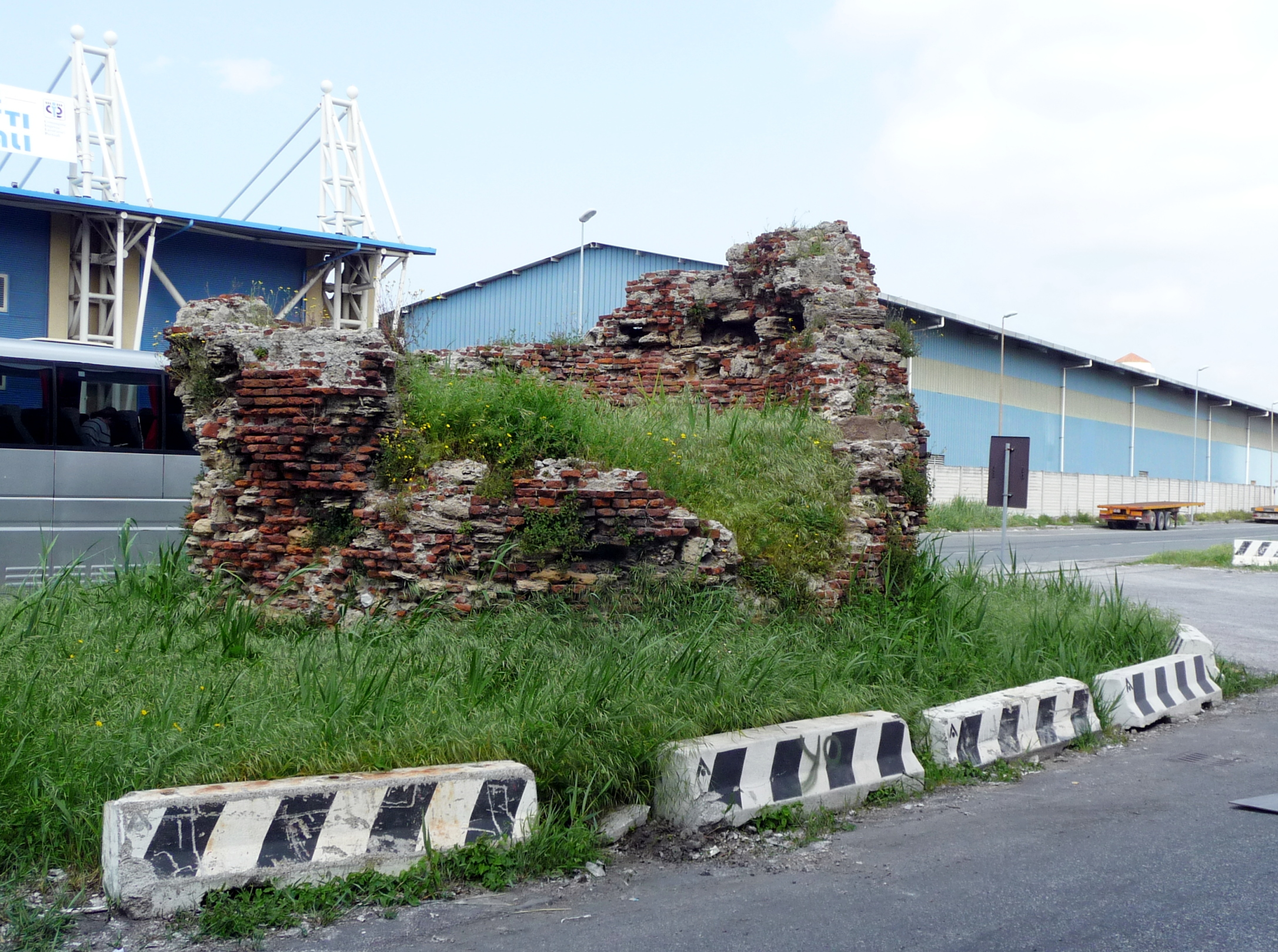
Resti della Torre Maltarchiata, ora nel porto di Livorno

Più a sud venne costruita un'altra torre detta Maltarchiata o Palazzotto o Castelletto (1290) a difesa meridionale dell'imboccatura del porto e collegata alla riva da un lungo molo difeso da una palizzata lignea che si riconduceva al fondaco della Domus Magna.
Pare che dalla Formice partisse un altro moletto, difeso da palizzata lignea, che arrivava in linea retta fin quasi alla Magnale per una lunghezza di circa 260 metri. La distanza tra la Maltarchiata e la Formice, di circa 80 metri, costituiva l'ingresso meridionale del porto, mentre la distanza tra la Formice e la Magnale era di circa 300 metri, in gran parte coperti dal suddetto molo. È dello stesso periodo anche la Torre Rossa (Turris Vermilia), sulle cui rovine sarà poi costruita, dai fiorentini, l'ancora esistente Torre del Marzocco che distava dalla Magnale circa 180 metri verso nord-ovest. Infine tra la Vermiglia e la Torre Frasca o Fraschetta verso nord vi era un tratto di mare di circa 360 metri, ben presto reso inagibile dalle secche sabbiose e dagli accumuli di alghe andando a costituire pericolosi bassifondi e rendendo inaccessibile il porto dal lato settentrionale.
Queste torri costituivano un complesso fortificato a difesa dei due ingressi del porto definito da alcuni Porto Magnalitico essendo dominato dalla mole della Magnale: ebbero il nome di Vermiglia eretta a fianco della ricostruita Torre Magna o Magnale (turris Magnalis) e la Torrazza (Turrassa) verso sud a fianco della Torre Formice.
Il Fanale (Faro) davanti al borgo di Livorno era già funzionante nel 1310, mentre le altre torri erano tutte ripristinate fin dal 1297. Ciascuna torre era anche fornita di castellani e sergenti.
Vengono restaurati e ampliati l'antica Dogana (Deghatia), il Fondaco (Domus Magna), l'arsenale (Tersania) e il palazzotto dove aveva sede il Tribunale per le cause marittime, già arricchito da fregi e marmi recuperati probabilmente dalle antiche rovine di Triturrita.
L'importanza del porto è testimoniata anche dall'organizzazione amministrativa del suo distretto denominato "Piviere o Capitanato del Piano di Porto Pisano", dipendendo direttamente dai Consoli del Mare della Repubblica Pisana. Il porto era governato da un "Fundacarius" annuale, un "Operaio" responsabile della sua manutenzione e da un Ufficiale per la sua difesa.
Tuttavia la manutenzione dello scalo da allora si fece sempre meno costante, anche a causa delle ripetute e periodiche distruzioni da parte dei vari eserciti invasori, causando un lento ed inesorabile interramento dei canali d'accesso; dopo il 1339 si cominciò a distinguere il Porto Pisano dallo scalo di Livorno che andò ad acquistare sempre più importanza. Ciononostante il Porto Pisano continuò ad essere ancora funzionante, portando in alto il vessillo della Repubblica Pisana finché, dopo la conquista di Pisa da parte dei fiorentini prima nel 1406 e, definitivamente, nel 1509, e con l'ampliamento della città di Livorno deciso dai Medici, non venne soppresso per costruire un nuovo porto nella città labronica (si veda Storia di Livorno). L'uso del porto è comunque documentato per tutto il XV secolo, venendo citato da un poeta minore, Matteo Fortini, nella sua operetta "L'Universo". Gli Statuti di Livorno del 1507 ricordano per l'ultima volta il Porto Pisano.
Al suo posto si formò un vasto stagno circondato da marazzi e paludi litoranee che furono prosciugati e bonificati solo nel corso del XIX secolo, caratterizzando la zona paludosa dalle mura settentrionali di Livorno fino quasi alla Quarantola a Pisa. L'esistenza delle sue torri cadute in rovina per incuria e per i terremoti susseguitisi nei secoli, caratterizzò la zona fino alla metà del XX secolo, quando le ultime vestigia vennero abbattute dagli eventi bellici.

## Le pievi del porto
A testimonianza della ricchezza demografica ed economica del Piano del porto (Piviere) nei secoli XI, XII e XIII c'è l'elevato numero di pievi in cui il suo territorio e la sua popolazione erano suddivisi. Verso l'anno 1000 la zona era abitata da circa 72 villaggi di cui si conosce ancora l'elenco, ma dei cui toponimi si è in gran parte persa la conoscenza. Alle quattro pievi d'origine (San Silvestro, San Quirico, San Felice, Santa Lucia), si aggiunsero e/o si sostituirono in seguito quelle di Livorna, Santo Stefano Protomartire de Carraia, San Paolo al Poggio d'Orlando presso Villa Magna, San Martino al Suese, San Niccolò del Porto, San Andrea di Salviano, Santi Andrea e Giovanni del Limone, San Lorenzo in Platea, Santi Stefano, Cristoforo e Giovanni del Limone.
Di seguito si indicano le varie pievi esistenti verso il XII secolo con i relativi villaggi, borghi e località di pertinenza:
- Santa Maria de Livorna: Livorna, Prato, Borgo San Giovanni, Borgo alle Murelle, Campo Galeano, Santa Giulia al Trivio, Guaralda, Valaneto, Ripondo, Campaccio, Cillieri di Stagno, Sala, Gaitana, Chiesucula, Sant'Jacopo in Acquaviva, Septari, Pede Lupi, Cruce de Via, Fondo Magno, La Macchia, Casal Pigna;
- Santi Andrea e Giovanni de Limone: Fabricole (Poggio al Melo), Ponte Arcione, Selva d'Ogione, Porchereccia, Oliveto (1077), Campo, Pieve Vecchia, La Poggia, Carbonaia, San Vecchio;
- San Lorenzo in Piazza (1061): Sant'Apostolo (1029), Farneta, San Michele alle Corti, Castell'Anselmo, Santa Maria di Nugola (1059), San Biagio di Cotone (1198), Acquaviva, Castelli di Montemassimo, Santa Maria della Sambuca (1237), San Michele di Torciano, Santa Maria della Parrana (1192), San Donato (1296), San Giusto di Colle Romoli, Petreto, Santo Regolo di Filicaia, Sant'Andrea di Postignano, San Michele di Vallignano, San Martino di Suese, Prato della Contessa, San Leonardo di Stagno;
- San Felice de Lardentia: Albignano, Tregolo, San Martino, La Corte, San Matteo di Salviano Maggiore, Caprolecchia (1256), La Leccia, Sant'Andrea di Salviano Minore (1078), San Paolo de Coteta, San Felice di Oliveto in Piano, Santa Lucia de Lantignano.

Vi erano infine importanti eremi e conventi: San Jacopo di Acquaviva, Santa Maria di Caprolecchio alla Leccia, Santa Maria della Sambuca, San Leonardo e Ognissanti di Stagno, La Poggia, Montenero.

## Cronotassi dei principali avvenimenti[5]
- VI secolo a.C. - il Sinus Pisanus è è un complesso di approdi etruschi
- III secolo a.C. - diviene il principale porto dell'Etruria romana
- VI secolo d.C - teatro di distruzioni delle varie invasioni ed in particolare della lunga Guerra Gotico-bizantina
- 590 - alle fine del secolo la zona portuale di Pisa è conquistata dal duca longobardo di Lucca
- 762  - solenne sbarco e cerimonia per la traslazione dalla Corsica delle reliquie di Santa Giulia, trasferite a Brescia per volontà di Ansa, moglie di Desiderio re dei Longobardi
- 1116 - fondazione della pieve di Santo Stefano "quae est juxta mare sita"
- 1120 - prima guerra di Corsica; assalto dei Genovesi con 147 navi e 22.000 soldati per danneggiare il porto
- 1153 - le monache dell'Ospedale di Stagno del monastero di Ognissanti di Pisa e la Mensa arcivescovile pisana hanno la privativa sul diritto di caccia alle lontre nello stagno
- 1154 - il console pisano Cocco Griffi fa erigere a difesa le possenti torri Magnale, Formice a difesa dell'ingresso portuale chiuso con una catena
- 1162 - Federico Barbarossa riconosce alla repubblica di Pisa il dominio tra Portovenere e Civitavecchia
- 1163 - è costruita la "Domus Magna", il grande fondaco del porto
- 1190 - lite con i marchesi di Massa, Corsica e Livorno per il diritto di pascolo nella campagna adiacente al porto e all'Ardenza
- 1237 - prima battaglia della Meloria (3 maggio) con vittoria pisana che fa prigionieri 4.000 genovesi
- 1254 - fondazione dell'eremo di San Jacopo ad opera degli Agostiniani su autorizzazione del capitano del porto
- 1267 - Carlo d'Angiò distrugge gran parte del porto e dei suoi dintorni con le pievi, monasteri, spedali, borghi, dogana, ecc.
- 1282 - è eretta una torre a Salviano per difendere il porto dal lato terra
- 1284 - il 6 agosto si combatte la seconda battaglia della Meloria, con la disfatta pisana; il porto in gran parte distrutto dalle armi genovesi e circoscritto dal progressivo interramento viene limitato tra la foce dell'Ugione e il borgo di Livorno
- 1284 - viene eretta la nuova torre Rossa a difesa del porto
- 1285 - sono erette le torri di difesa Maltarchiata e Fraschetta; la cala portuale può contenere ancora un centinaio di galee; un nuovo attacco genovese dal mare e lucchese da terra danneggia gran parte del porto
- 1286 - i genovesi distruggono la torre-faro della Meloria
- 1289 - nuova vittoria della flotta genovese, che taglia la catena del porto e a pezzi la porta a Genova come trofeo
- 1290 - nuove distruzioni ad opera dei genovesi, fiorentini e lucchesi che danneggiano le torri e tentano di insabbiare l'ingresso del porto
- 1303 - i provveditori delle fabbriche del porto, Lando Eroli e Jacopo da Peccioli, fanno erigere il nuovo Fanale (attuale faro di Livorno), vengono costruite nuove opere portuali e fortificazioni, posta una nuova catena all'ingresso e risarcito l'acquedotto di Santo Stefano che fornisce l'acqua alle navi
- 1339 - si comincia a citare in modo distinto il porto dallo scalo di Livorno
- 1360 - in previsione della guerra con Firenze si rafforzano le fortificazioni del porto e sono restaurate le torri Rossa e Castelletto
- 1363 - assalto di galee genovesi al soldo di Firenze, molti edifici sono distrutti, la catena è nuovamente tagliata e i suoi pezzi appesi alle colonne di porfido del battistero fiorentino
- 1364 - ultimo grande scorreria nel porto ad opera dei fiorentini Monforte, Manno Donati e Bonifacio Lupi
- 1392 - Livorno viene fortificata con mura di pietra per difendere il Porto Pisano da sud, divenendo il centro portuale più importante che nel secolo successivo andrà sempre più a sostituirsi al Porto Pisano ormai in gran parte insabbiato e abbandonato
- 1408 - Livorno viene ceduto ai Genovesi e costituito in vicariato indipendente dal Porto Pisano il 18 gennaio 1408
- 1421 - Livorno è acquistata dai Fiorentini e promossa a capoluogo del Porto Pisano il 30 giugno 1421
- 1423 - viene eretta dai Fiorentini sulle rovine della pisana Torre Vermiglia, l'imponente Torre del Marzocco, ultima torre costruita a difesa del Porto Pisano e del porticciolo di Livorno che andava potenziandosi
- 1428 - la Repubblica di Firenze emette il nuovo ordinamento sui traffici del Porto Pisano e Livorno
- 1440 - viene eretto un lungo molo di pietra a difesa del lato meridionale del Porto Pisano
- 1506 - il Porto Pisano è citato per l'ultima volta nei regolamenti portuali
- 1607 - dopo tale data le torri del Porto Pisano sono abbandonate.

## Gli scavi archeologici
I recenti scavi, seguiti dalla Soprintendenza Archeologica per il territorio di Livorno, iniziati nel 2004 nella zona interposta tra le località Santo Stefano ai Lupi e la Paduletta, hanno riportato alla luce reperti di origine etrusca del V e IV secolo a.C., porzioni di un molo, un vasto edificio ad uso di magazzino, un tempio probabilmente dedicato al culto orientale di Mitra, nonché il reperimento di un interessante tesoretto di monete d'oro databili tra il IV ed il V secolo d.C., a testimonianza della millenaria vocazione portuale della zona posta a settentrione di Livorno.